# 三国国境の一覧
これは、陸上および内水面にある三国国境の一覧である。いくつかの経緯度は、おおよその位置を示している。

## 一覧

### アフリカ
| 名称/説明                                      | 国1              | 国2              | 国3              | 経緯度                                                            | 地域             | 画像 |
| ---------------------------------------------- | ---------------- | ---------------- | ---------------- | ----------------------------------------------------------------- | ---------------- | ---- |
| サハラ砂漠                                     | アルジェリア     | リビア           | ニジェール       | 北緯23度30分 東経12度00分 / 北緯23.500度 東経12.000度             | 北アフリカ       |      |
| サハラ砂漠                                     | アルジェリア     | リビア           | チュニジア       | 北緯30度13分40秒 東経9度33分23秒 / 北緯30.22778度 東経9.55639度   | 北アフリカ       |      |
| サハラ砂漠                                     | アルジェリア     | マリ             | モーリタニア     | 北緯25度00分 西経4度50分 / 北緯25.000度 西経4.833度               | 北アフリカ       |      |
| サハラ砂漠                                     | アルジェリア     | マリ             | ニジェール       | 北緯19度9分 東経4度16分 / 北緯19.150度 東経4.267度                | 北アフリカ       |      |
| サハラ砂漠                                     | アルジェリア     | モーリタニア     | 西サハラ         | 北緯27度18分 西経8度40分 / 北緯27.300度 西経8.667度               | 北アフリカ       |      |
| サハラ砂漠                                     | アルジェリア     | モロッコ         | 西サハラ         | 北緯27度40分 西経8度40分 / 北緯27.667度 西経8.667度               | 北アフリカ       |      |
| シルアンゴ川                                   | アンゴラ         | コンゴ民主共和国 | コンゴ共和国     | 南緯4度41分 東経13度6分 / 南緯4.683度 東経13.100度                | 西・中央アフリカ |      |
|                                                | アンゴラ         | コンゴ民主共和国 | ザンビア         | 南緯10度53分 東経23度59分 / 南緯10.883度 東経23.983度             | 南・東アフリカ   |      |
| クアンド川                                     | アンゴラ         | ナミビア         | ザンビア         | 南緯17度38分 東経23度28分 / 南緯17.633度 東経23.467度             | 南・東アフリカ   |      |
| W国立公園内のメクル川                          | ベナン           | ブルキナファソ   | ニジェール       | 北緯11度54分 東経2度24分 / 北緯11.900度 東経2.400度               | 西・中央アフリカ |      |
|                                                | ベナン           | ブルキナファソ   | トーゴ           | 北緯11度0分 東経0度55分 / 北緯11.000度 東経0.917度                | 西・中央アフリカ |      |
| ニジェール川                                   | ベナン           | ニジェール       | ナイジェリア     | 北緯11度42分 東経3度36分 / 北緯11.700度 東経3.600度               | 西・中央アフリカ |      |
| ノッソブ川                                     | ボツワナ         | ナミビア         | 南アフリカ共和国 | 南緯24度46分 東経20度0分 / 南緯24.767度 東経20.000度              | 南・東アフリカ   |      |
| ザンベジ川とチョーベ川の合流点（ほぼ四国国境） | ボツワナ         | ナミビア         | ザンビア         | 南緯17度47分16秒 東経25度15分24秒 / 南緯17.78778度 東経25.25667度 | 南・東アフリカ   |      |
| リンポポ川とシャシェ川の合流点                 | ボツワナ         | 南アフリカ共和国 | ジンバブエ       | 南緯22度12分 東経29度22分 / 南緯22.200度 東経29.367度             | 南・東アフリカ   |      |
| ザンベジ川とチョーベ川の合流点（ほぼ四国国境） | ボツワナ         | ザンビア         | ジンバブエ       | 南緯17度47分56秒 東経25度16分13秒 / 南緯17.79889度 東経25.27028度 | 南・東アフリカ   |      |
| 黒ボルタ川                                     | ブルキナファソ   | コートジボワール | ガーナ           | 北緯9度29分 西経2度41分 / 北緯9.483度 西経2.683度                 | 西・中央アフリカ |      |
| レラバ川                                       | ブルキナファソ   | コートジボワール | マリ             | 北緯10度26分 西経5度31分 / 北緯10.433度 西経5.517度               | 西・中央アフリカ |      |
|                                                | ブルキナファソ   | ガーナ           | トーゴ           | 北緯11度7分 西経0度0分 / 北緯11.117度 東経-0.000度                | 西・中央アフリカ |      |
| サハラ砂漠                                     | ブルキナファソ   | マリ             | ニジェール       | 北緯15度0分 東経0度14分 / 北緯15.000度 東経0.233度                | 西・中央アフリカ |      |
| ルジジ川とルワ川の合流点                       | ブルンジ         | コンゴ民主共和国 | ルワンダ         | 南緯2度45分 東経29度2分 / 南緯2.750度 東経29.033度                | 南・東アフリカ   |      |
| タンガニーカ湖                                 | ブルンジ         | コンゴ民主共和国 | タンザニア       | 南緯4度27分 東経29度25分 / 南緯4.450度 東経29.417度               | 南・東アフリカ   |      |
| カゲラ川                                       | ブルンジ         | ルワンダ         | タンザニア       | 南緯2度24分 東経30度34分 / 南緯2.400度 東経30.567度               | 南・東アフリカ   |      |
| ンベレ川                                       | カメルーン       | 中央アフリカ     | チャド           | 北緯7度32分 東経15度30分 / 北緯7.533度 東経15.500度               | 西・中央アフリカ |      |
| サンガ川                                       | カメルーン       | 中央アフリカ     | コンゴ共和国     | 北緯2度13分 東経16度12分 / 北緯2.217度 東経16.200度               | 西・中央アフリカ |      |
| チャド湖                                       | カメルーン       | チャド           | ナイジェリア     | 北緯13度5分 東経14度5分 / 北緯13.083度 東経14.083度               | 西・中央アフリカ |      |
| アイナ川                                       | カメルーン       | ガボン           | コンゴ共和国     | 北緯2度10分 東経13度18分 / 北緯2.167度 東経13.300度               | 西・中央アフリカ |      |
| キエ川                                         | カメルーン       | 赤道ギニア       | ガボン           | 北緯2度10分 東経11度20分 / 北緯2.167度 東経11.333度               | 西・中央アフリカ |      |
| アウカレ川                                     | 中央アフリカ     | チャド           | スーダン         | 北緯10度56分 東経22度52分 / 北緯10.933度 東経22.867度             | 西・中央アフリカ |      |
| ウバンギ川                                     | 中央アフリカ     | コンゴ民主共和国 | コンゴ共和国     | 北緯3度28分 東経18度37分 / 北緯3.467度 東経18.617度               | 西・中央アフリカ |      |
|                                                | 中央アフリカ     | コンゴ民主共和国 | 南スーダン       | 北緯5度1分 東経27度27分 / 北緯5.017度 東経27.450度                | 西・中央アフリカ |      |
| アンドレ・フェリックス国立公園、ラドム国立公園 | 中央アフリカ     | 南スーダン       | スーダン         | 北緯8度38.75分 東経24度14.15分 / 北緯8.64583度 東経24.23583度     | 西・中央アフリカ |      |
| サハラ砂漠                                     | チャド           | リビア           | ニジェール       | 北緯23度 東経15度 / 北緯23度 東経15度                             | 北アフリカ       |      |
| サハラ砂漠                                     | チャド           | リビア           | スーダン         | 北緯19度30分 東経24度00分 / 北緯19.5度 東経24度                   | 北アフリカ       |      |
| チャド湖                                       | チャド           | ニジェール       | ナイジェリア     | 北緯13度42分 東経13度38分 / 北緯13.700度 東経13.633度             | 西・中央アフリカ |      |
| ニンバ山脈のヌオン・ファ山                     | コートジボワール | ギニア           | リベリア         | 北緯7度34分 西経8度28分 / 北緯7.567度 西経8.467度                 | 西・中央アフリカ |      |
| ドゥグリンフォロ川                             | コートジボワール | ギニア           | マリ             | 北緯10度10分 西経7度58分 / 北緯10.167度 西経7.967度               | 西・中央アフリカ |      |
| ムーサ・アリ山                                 | ジブチ           | エリトリア       | エチオピア       | 北緯12度28分 東経42度24分 / 北緯12.467度 東経42.400度             | 北アフリカ       |      |
|                                                | ジブチ           | エチオピア       | ソマリア         | 北緯10度59分 東経42度58分 / 北緯10.983度 東経42.967度             | 北アフリカ       |      |
| サビニョ山                                     | コンゴ民主共和国 | ルワンダ         | ウガンダ         | 南緯1度23分 東経29度36分 / 南緯1.383度 東経29.600度               | 南・東アフリカ   |      |
|                                                | コンゴ民主共和国 | 南スーダン       | ウガンダ         | 北緯3度30分 東経30度52分 / 北緯3.500度 東経30.867度               | 南・東アフリカ   |      |
| タンガニーカ湖                                 | コンゴ民主共和国 | タンザニア       | ザンビア         | 南緯8度12分 東経30度46分 / 南緯8.200度 東経30.767度               | 南・東アフリカ   |      |
| サハラ砂漠                                     | エジプト         | リビア           | スーダン         | 北緯22度 東経25度 / 北緯22度 東経25度                             | 北アフリカ       |      |
| テケゼ川                                       | エリトリア       | エチオピア       | スーダン         | 北緯14度15分 東経36度34分 / 北緯14.250度 東経36.567度             | 北アフリカ       |      |
| ダワ川                                         | エチオピア       | ケニア           | ソマリア         | 北緯3度59分 東経41度54分 / 北緯3.983度 東経41.900度               | 南・東アフリカ   |      |
| イレミ・トライアングル                         | エチオピア       | ケニア           | 南スーダン       | 北緯5度24分 東経35度18分 / 北緯5.4度 東経35.3度（係争中）         | 南・東アフリカ   |      |
|                                                | エチオピア       | 南スーダン       | スーダン         | 北緯9度30分 東経34度6.4分 / 北緯9.500度 東経34.1067度             | 北アフリカ       |      |
|                                                | ギニア           | ギニアビサウ     | セネガル         | 北緯12度41分 西経13度43分 / 北緯12.683度 西経13.717度             | 西・中央アフリカ |      |
| モア川                                         | ギニア           | リベリア         | シエラレオネ     | 北緯8度29分 西経10度16分 / 北緯8.483度 西経10.267度               | 西・中央アフリカ |      |
| バリンコ川                                     | ギニア           | マリ             | セネガル         | 北緯12度25分 西経11度22分 / 北緯12.417度 西経11.367度             | 西・中央アフリカ |      |
|                                                | ケニア           | 南スーダン       | ウガンダ         | 北緯4度13分 東経34度0分 / 北緯4.217度 東経34.000度                | 南・東アフリカ   |      |
| ヴィクトリア湖                                 | ケニア           | タンザニア       | ウガンダ         | 南緯1度0分 東経33度55分 / 南緯1.000度 東経33.917度                | 南・東アフリカ   |      |
| マラウイ湖                                     | マラウイ         | モザンビーク     | タンザニア       | 南緯11度34分 東経34度58分 / 南緯11.567度 東経34.967度（係争中）   | 南・東アフリカ   |      |
|                                                | マラウイ         | モザンビーク     | ザンビア         | 南緯14度1分 東経33度13分 / 南緯14.017度 東経33.217度              | 南・東アフリカ   |      |
|                                                | マラウイ         | タンザニア       | ザンビア         | 南緯9度24分 東経32度58分 / 南緯9.400度 東経32.967度               | 南・東アフリカ   |      |
| セネガル川とファレメ川の合流点                 | マリ             | モーリタニア     | セネガル         | 北緯14度46分 西経12度15分 / 北緯14.767度 西経12.250度             | 西・中央アフリカ |      |
|                                                | モザンビーク     | 南アフリカ共和国 | エスワティニ     | 北: 南緯25度57分 東経31度58分 / 南緯25.950度 東経31.967度         | 南・東アフリカ   |      |
| マプト川                                       | モザンビーク     | 南アフリカ共和国 | エスワティニ     | 南: 南緯26度50分 東経32度8分 / 南緯26.833度 東経32.133度          | 南・東アフリカ   |      |
| リンポポ川とルブブ川の合流点                   | モザンビーク     | 南アフリカ共和国 | ジンバブエ       | 南緯22度25分17秒 東経31度18分32秒 / 南緯22.42139度 東経31.30889度 | 南・東アフリカ   |      |
| ザンベジ川とルアングア川の合流点               | モザンビーク     | ザンビア         | ジンバブエ       | 南緯15度37分 東経30度25分 / 南緯15.617度 東経30.417度             | 南・東アフリカ   |      |
| カゲラ川とムブンバ川の合流点                   | ルワンダ         | タンザニア       | ウガンダ         | 南緯1度4分 東経30度29分 / 南緯1.067度 東経30.483度                | 南・東アフリカ   |      |

### アメリカ
| 名称/説明                                            | 国1            | 国2              | 国3          | 経緯度                                                            | 地域         | 画像 |
| ---------------------------------------------------- | -------------- | ---------------- | ------------ | ----------------------------------------------------------------- | ------------ | ---- |
| サパレリ山                                           | アルゼンチン   | ボリビア         | チリ         | 南緯22度48分30秒 西経67度10分40秒 / 南緯22.80833度 西経67.17778度 | 南アメリカ   |      |
| ピルコマジョ川                                       | アルゼンチン   | ボリビア         | パラグアイ   | 南緯22度14分 西経62度39分 / 南緯22.233度 西経62.650度             | 南アメリカ   |      |
| トリプレ・フロンテラ（パラナ川とイグアス川の合流点） | アルゼンチン   | ブラジル         | パラグアイ   | 南緯25度35分33秒 西経54度35分37秒 / 南緯25.59250度 西経54.59361度 | 南アメリカ   |      |
| ブラジレイラ島（ウルグアイ川とクアライ川の合流点）   | アルゼンチン   | ブラジル         | ウルグアイ   | 南緯30度11分 西経57度36分 / 南緯30.183度 西経57.600度             | 南アメリカ   |      |
|                                                      | ベリーズ       | グアテマラ       | メキシコ     | 北緯17度48分47秒 西経89度8分54秒 / 北緯17.81306度 西経89.14833度  | 中央アメリカ |      |
| パラグアイ川                                         | ボリビア       | ブラジル         | パラグアイ   | 南緯20度10分 西経58度10分 / 南緯20.167度 西経58.167度             | 南アメリカ   |      |
| アクレ川とジャベリハ川の合流点                       | ボリビア       | ブラジル         | ペルー       | 南緯10度56分27秒 西経69度34分1秒 / 南緯10.94083度 西経69.56694度  | 南アメリカ   |      |
|                                                      | ボリビア       | チリ             | ペルー       | 南緯17度30分 西経69度29分 / 南緯17.500度 西経69.483度             | 南アメリカ   |      |
| トレス・フロンテラス（アマゾン川）                   | ブラジル       | コロンビア       | ペルー       | 南緯04度13分00秒 西経69度56分00秒 / 南緯4.21667度 西経69.93333度  | 南アメリカ   |      |
| ネグロ川                                             | ブラジル       | コロンビア       | ベネズエラ   | 北緯1度14分 西経66度51分 / 北緯1.233度 西経66.850度               | 南アメリカ   |      |
|                                                      | ブラジル       | フランス領ギアナ | スリナム     | 北緯2度20分 西経54度33分 / 北緯2.333度 西経54.550度               | 南アメリカ   |      |
|                                                      | ブラジル       | ガイアナ         | スリナム     | 北緯1度57分 西経56度29分 / 北緯1.950度 西経56.483度               | 南アメリカ   |      |
| ロライマ山                                           | ブラジル       | ガイアナ         | ベネズエラ   | 北緯5度11分 西経60度46分 / 北緯5.183度 西経60.767度               | 南アメリカ   |      |
| プトゥマヨ川                                         | コロンビア     | エクアドル       | ペルー       | 南緯0度7分 西経75度15分 / 南緯0.117度 西経75.250度                | 南アメリカ   |      |
| 三国国境友愛国立公園                                 | エルサルバドル | グアテマラ       | ホンジュラス | 北緯14度25分18秒 西経89度21分2秒 / 北緯14.42167度 西経89.35056度  | 中央アメリカ |      |

### アジア
| 名称/説明                                      | 国1              | 国2              | 国3              | 経緯度                                                                    | 地域           | 画像 |
| ---------------------------------------------- | ---------------- | ---------------- | ---------------- | ------------------------------------------------------------------------- | -------------- | ---- |
| パミール高原                                   | アフガニスタン   | パキスタン       | 中華人民共和国   | 北緯37度2分 東経74度34分 / 北緯37.033度 東経74.567度                      | 中央アジア     |      |
| パミール高原のポバロ・シュヴェイコフスキー山   | アフガニスタン   | 中華人民共和国   | タジキスタン     | 北緯37度14分 東経74度53分 / 北緯37.233度 東経74.883度                     | 中央アジア     |      |
|                                                | アフガニスタン   | イラン           | パキスタン       | 北緯29度51分40秒 東経60度52分58秒 / 北緯29.8610度 東経60.8828度           | 西アジア       |      |
| ハリ川                                         | アフガニスタン   | イラン           | トルクメニスタン | 北緯35度37分 東経61度17分 / 北緯35.617度 東経61.283度                     | 西アジア       |      |
| アムダリヤ川                                   | アフガニスタン   | タジキスタン     | ウズベキスタン   | 北緯37度10分 東経67度47分 / 北緯37.167度 東経67.783度                     | 中央アジア     |      |
| アムダリヤ川                                   | アフガニスタン   | トルクメニスタン | ウズベキスタン   | 北緯37度21分 東経66度33分 / 北緯37.350度 東経66.550度                     | 中央アジア     |      |
|                                                | アルメニア       | アゼルバイジャン | ジョージア       | 北緯41度18分07秒 東経45度00分14秒 / 北緯41.30194度 東経45.00389度         | 西アジア       |      |
| アラス川                                       | アルメニア       | アゼルバイジャン | イラン           | 北緯38度52分 東経46度32分 / 北緯38.867度 東経46.533度                     | 西アジア       |      |
| アラス川                                       | アルメニア       | アゼルバイジャン | イラン           | 北緯38度51分 東経46度9分 / 北緯38.850度 東経46.150度                      | 西アジア       |      |
| アラス川                                       | アルメニア       | アゼルバイジャン | トルコ           | 北緯39度43分 東経44度46分 / 北緯39.717度 東経44.767度                     | 西アジア       |      |
| ザリシャティ山                                 | アルメニア       | ジョージア       | トルコ           | 北緯41度8分 東経43度28分 / 北緯41.133度 東経43.467度                      | 西アジア       |      |
| コーカサス山脈                                 | アゼルバイジャン | ジョージア       | ロシア           | 北緯41度54分00秒 東経46度24分07秒 / 北緯41.90000度 東経46.40194度         | 西アジア       |      |
| アラス川                                       | アゼルバイジャン | イラン           | トルコ           | 北緯39度38分 東経44度49分 / 北緯39.633度 東経44.817度                     | 西アジア       |      |
| カスピ海                                       | アゼルバイジャン | イラン           | トルクメニスタン | 北緯38度42分 東経51度24分 / 北緯38.7度 東経51.4度（係争中）               | 西アジア       |      |
| カスピ海                                       | アゼルバイジャン | カザフスタン     | ロシア           | 北緯42度48分 東経49度54分 / 北緯42.8度 東経49.9度（係争中）               | 西アジア       |      |
| カスピ海                                       | アゼルバイジャン | カザフスタン     | トルクメニスタン | 北緯41度30分 東経51度00分 / 北緯41.5度 東経51度（係争中）                 | 西アジア       |      |
| レン・トラン山脈                               | バングラデシュ   | インド           | ミャンマー       | 北緯21度58分 東経92度36分 / 北緯21.967度 東経92.600度                     | 中央アジア     |      |
| ヒマラヤ山脈                                   | ブータン         | インド           | 中華人民共和国   | 北緯27度46分 東経91度39分 / 北緯27.767度 東経91.650度（係争中）           | 東・中央アジア |      |
| ドクラム                                       | ブータン         | インド           | 中華人民共和国   | 北緯27度20分 東経88度55分 / 北緯27.333度 東経88.917度                     | 東・中央アジア |      |
|                                                | カンボジア       | ラオス           | タイ             | 北緯14度20分 東経105度13分 / 北緯14.333度 東経105.217度                   | 東南アジア     |      |
|                                                | カンボジア       | ラオス           | ベトナム         | 北緯14度41分 東経107度33分 / 北緯14.683度 東経107.550度                   | 東南アジア     |      |
| グリーンライン（事実上）                       | キプロス         | デケリア         | 北キプロス       | 北緯35度4分 東経33度54分 / 北緯35.067度 東経33.900度                      | 西アジア       |      |
| グリーンライン（事実上）                       | キプロス         | デケリア         | 北キプロス       | 北緯35度1分 東経33度41分 / 北緯35.017度 東経33.683度                      | 西アジア       |      |
| ガザ地区                                       | エジプト         | パレスチナ       | イスラエル       | 北緯31度13分 東経34度16分 / 北緯31.217度 東経34.267度（係争中）           | 西アジア       |      |
| ヒマラヤ山脈                                   | インド           | ミャンマー       | 中華人民共和国   | 北緯28度13分 東経97度21分 / 北緯28.217度 東経97.350度（係争中）           | 南アジア       |      |
| ジョンソン峰                                   | インド           | ネパール         | 中華人民共和国   | 北緯27度53分 東経88度8分 / 北緯27.883度 東経88.133度                      | 南アジア       |      |
| オム・プラバット                               | インド           | ネパール         | 中華人民共和国   | 北緯30度12分 東経81度2分 / 北緯30.200度 東経81.033度                      | 南アジア       |      |
| シアチェン氷河（事実上）                       | インド           | パキスタン       | 中華人民共和国   | 北緯35度36分 東経76度48分 / 北緯35.6度 東経76.8度（係争中）               | 南アジア       |      |
|                                                | イラン           | イラク           | トルコ           | 北緯37度9分 東経44度47分 / 北緯37.150度 東経44.783度                      | 西アジア       |      |
| シリア砂漠                                     | イラク           | ヨルダン         | サウジアラビア   | 北緯32度9分 東経39度12分 / 北緯32.150度 東経39.200度                      | 西アジア       |      |
| シリア砂漠                                     | イラク           | ヨルダン         | シリア           | 北緯33度22分 東経38度48分 / 北緯33.367度 東経38.800度                     | 西アジア       |      |
| アラビア砂漠                                   | イラク           | クウェート       | サウジアラビア   | 北緯29度6分 東経46度33分 / 北緯29.100度 東経46.550度                      | 西アジア       |      |
| チグリス川とハブール川の合流点                 | イラク           | シリア           | トルコ           | 北緯37度06分42秒 東経42度21分48秒 / 北緯37.1116度 東経42.3633度           | 西アジア       |      |
| ゴラン高原のヤルムーク川                       | イスラエル       | ヨルダン         | シリア           | 北緯32度45分 東経35度45分 / 北緯32.750度 東経35.750度（係争中）           | 西アジア       |      |
| ヨルダン川                                     | イスラエル       | ヨルダン         | パレスチナ       | 北緯32度23分 東経35度33分 / 北緯32.383度 東経35.550度                     | 西アジア       |      |
| 死海                                           | イスラエル       | ヨルダン         | パレスチナ       | 北緯31度30分 東経35度29分 / 北緯31.500度 東経35.483度（係争中）           | 西アジア       |      |
| ゴラン高原のアンチレバノン山脈                 | イスラエル       | レバノン         | シリア           | 北緯33度20分 東経35度46分 / 北緯33.333度 東経35.767度（係争中）           | 西アジア       |      |
| ハン・テングリ                                 | カザフスタン     | キルギス         | 中華人民共和国   | 北緯42度13分 東経80度15分 / 北緯42.217度 東経80.250度                     | 中央アジア     |      |
| 天山山脈                                       | カザフスタン     | キルギス         | ウズベキスタン   | 北緯42度16分 東経70度57分 / 北緯42.267度 東経70.950度                     | 中央アジア     |      |
| アルタイ山脈                                   | カザフスタン     | 中華人民共和国   | ロシア           | 北緯49度05分59秒 東経87度18分44秒 / 北緯49.0998度 東経87.3123度           | 中央アジア     |      |
|                                                | カザフスタン     | トルクメニスタン | ウズベキスタン   | 北緯41度19分 東経56度0分 / 北緯41.317度 東経56.000度                      | 西アジア       |      |
| パミール高原                                   | キルギス         | 中華人民共和国   | タジキスタン     | 北緯39度28分 東経73度36分 / 北緯39.467度 東経73.600度                     | 中央アジア     |      |
|                                                | キルギス         | タジキスタン     | ウズベキスタン   | 北緯40度14分 東経70度59分 / 北緯40.233度 東経70.983度                     | 中央アジア     |      |
| メコン川と南臘河の合流点                       | ラオス           | ミャンマー       | 中華人民共和国   | 北緯21度34分 東経101度9分 / 北緯21.567度 東経101.150度                    | 東南アジア     |      |
| 黄金の三角地帯にあるメコン川とルアク川の合流点 | ラオス           | ミャンマー       | タイ             | 北緯20度21分 東経100度5分 / 北緯20.350度 東経100.083度                    | 東南アジア     |      |
| 十層大山                                       | ラオス           | 中華人民共和国   | ベトナム         | 北緯22度24分 東経102度9分 / 北緯22.400度 東経102.150度                    | 東南アジア     |      |
|                                                | モンゴル         | 中華人民共和国   | ロシア           | 北緯49度50分42.3秒 東経116度42分46.8秒 / 北緯49.845083度 東経116.713000度 | 東アジア       |      |
| フィティン山                                   | モンゴル         | 中華人民共和国   | ロシア           | 北緯49度10分13.5秒 東経87度48分56.3秒 / 北緯49.170417度 東経87.815639度   | 東アジア       |      |
| 豆満江（中露朝三国国境）                       | 北朝鮮           | 中華人民共和国   | ロシア           | 北緯42度25分 東経130度38分 / 北緯42.417度 東経130.633度                   | 東アジア       |      |
| ルブアルハリ砂漠                               | オマーン         | サウジアラビア   | アラブ首長国連邦 | 北緯22度42分 東経55度13分 / 北緯22.700度 東経55.217度                     | 西アジア       |      |
| ルブアルハリ砂漠                               | オマーン         | サウジアラビア   | イエメン         | 北緯19度 東経52度 / 北緯19度 東経52度                                     | 西アジア       |      |

### ヨーロッパ
| 名称/説明                              | 国1                      | 国2                | 国3            | 経緯度                                                            | 地域             | 画像 |
| -------------------------------------- | ------------------------ | ------------------ | -------------- | ----------------------------------------------------------------- | ---------------- | ---- |
| プレスパ湖                             | アルバニア               | ギリシャ           | 北マケドニア   | 北緯40度51分06秒 東経20度59分00秒 / 北緯40.85167度 東経20.98333度 | 中央ヨーロッパ   |      |
| シェルパ山                             | アルバニア               | コソボ             | 北マケドニア   | 北緯41度52分39秒 東経20度35分40秒 / 北緯41.87750度 東経20.59444度 | 中央ヨーロッパ   |      |
| トロメジャ山                           | アルバニア               | コソボ             | モンテネグロ   | 北緯42度33分22秒 東経20度04分43秒 / 北緯42.55611度 東経20.07861度 | 中央ヨーロッパ   |      |
| ピレネー山脈                           | アンドラ                 | フランス           | スペイン       | 北緯42度30分09秒 東経01度43分28秒 / 北緯42.50250度 東経1.72444度  | 西ヨーロッパ     |      |
| ピレネー山脈のメデクルベ峰             | アンドラ                 | フランス           | スペイン       | 北緯42度36分07秒 東経01度26分32秒 / 北緯42.60194度 東経1.44222度  | 西ヨーロッパ     |      |
| ドライセッセルベルク山のホッフカム山稜 | オーストリア             | チェコ             | ドイツ         | 北緯48度46分16秒 東経13度50分22秒 / 北緯48.77111度 東経13.83944度 | 西ヨーロッパ     |      |
| モラバ川とターヤ川の合流点             | オーストリア             | チェコ             | スロバキア     | 北緯48度36分59秒 東経16度56分24秒 / 北緯48.61639度 東経16.94000度 | 中央ヨーロッパ   |      |
| ボーデン湖                             | オーストリア             | ドイツ             | スイス         | 北緯47度31分45秒 東経09度36分41秒 / 北緯47.52917度 東経9.61139度  | 西ヨーロッパ     |      |
|                                        | オーストリア             | ハンガリー         | スロバキア     | 北緯48度00分24秒 東経17度09分38秒 / 北緯48.00667度 東経17.16056度 | 中央ヨーロッパ   |      |
|                                        | オーストリア             | ハンガリー         | スロベニア     | 北緯46度52分9秒 東経16度6分49秒 / 北緯46.86917度 東経16.11361度   | 中央ヨーロッパ   |      |
| アルプス山脈                           | オーストリア             | イタリア           | スロベニア     | 北緯46度31分22秒 東経13度42分51秒 / 北緯46.52278度 東経13.71417度 | 中央ヨーロッパ   |      |
| レッシェン峠付近                       | オーストリア             | イタリア           | スイス         | 北緯46度51分16秒 東経10度28分08秒 / 北緯46.85444度 東経10.46889度 | 西ヨーロッパ     |      |
| ライン川                               | オーストリア             | リヒテンシュタイン | スイス         | 北緯47度16分11秒 東経09度31分49秒 / 北緯47.26972度 東経9.53028度  | 西ヨーロッパ     |      |
| ナーフコプフ                           | オーストリア             | リヒテンシュタイン | スイス         | 北緯47度3分35秒 東経09度36分24秒 / 北緯47.05972度 東経9.60667度   | 西ヨーロッパ     |      |
|                                        | ベラルーシ               | ラトビア           | リトアニア     | 北緯55度40分45秒 東経26度38分0秒 / 北緯55.67917度 東経26.63333度  | 北・東ヨーロッパ |      |
| シニャヤ川                             | ベラルーシ               | ラトビア           | ロシア         | 北緯56度09分43秒 東経28度09分26秒 / 北緯56.16194度 東経28.15722度 | 北・東ヨーロッパ |      |
| マリチャ川                             | ベラルーシ               | リトアニア         | ポーランド     | 北緯53度57分17秒 東経23度31分00秒 / 北緯53.95472度 東経23.51667度 | 北・東ヨーロッパ |      |
| ブク川とモスツィツコホ運河の合流点     | ベラルーシ               | ポーランド         | ウクライナ     | 北緯51度30分17秒 東経23度37分29秒 / 北緯51.50472度 東経23.62472度 | 北・東ヨーロッパ |      |
| センキフカ国境検問所                   | ベラルーシ               | ロシア             | ウクライナ     | 北緯52度06分58秒 東経31度46分50秒 / 北緯52.11611度 東経31.78056度 | 北・東ヨーロッパ |      |
| シエール川                             | ベルギー                 | フランス           | ルクセンブルク | 北緯49度32分46秒 東経05度49分05秒 / 北緯49.54611度 東経5.81806度  | 西ヨーロッパ     |      |
| ウール川                               | ベルギー                 | ドイツ             | ルクセンブルク | 北緯50度07分47秒 東経06度08分15秒 / 北緯50.12972度 東経6.13750度  | 西ヨーロッパ     |      |
| ファールゼルベルク                     | ベルギー                 | ドイツ             | オランダ       | 北緯50度45分16秒 東経06度01分15秒 / 北緯50.75444度 東経6.02083度  | 西ヨーロッパ     |      |
|                                        | ボスニア・ヘルツェゴビナ | クロアチア         | モンテネグロ   | 北緯42度33分44秒 東経18度27分00秒 / 北緯42.56222度 東経18.45000度 | 中央ヨーロッパ   |      |
| サバ川                                 | ボスニア・ヘルツェゴビナ | クロアチア         | セルビア       | 北緯44度51分09秒 東経19度00分38秒 / 北緯44.85250度 東経19.01056度 | 中央ヨーロッパ   |      |
|                                        | ボスニア・ヘルツェゴビナ | モンテネグロ       | セルビア       | 北緯43度31分 東経19度13分 / 北緯43.517度 東経19.217度             | 中央ヨーロッパ   |      |
| トゥンバ山                             | ブルガリア               | ギリシャ           | 北マケドニア   | 北緯41度20分37秒 東経22度56分40秒 / 北緯41.34361度 東経22.94444度 | 中央ヨーロッパ   |      |
| マリツァ川                             | ブルガリア               | ギリシャ           | トルコ         | 北緯41度42分43秒 東経26度21分03秒 / 北緯41.71194度 東経26.35083度 | 中央ヨーロッパ   |      |
| グラディシュテ山                       | ブルガリア               | 北マケドニア       | セルビア       | 北緯42度19分 東経22度22分 / 北緯42.317度 東経22.367度             | 中央ヨーロッパ   |      |
| ドナウ川とティモク川の合流点           | ブルガリア               | ルーマニア         | セルビア       | 北緯44度13分 東経22度41分 / 北緯44.217度 東経22.683度             | 中央ヨーロッパ   |      |
| ドナウ川                               | クロアチア               | ハンガリー         | セルビア       | 北緯45度55分 東経18度54分 / 北緯45.917度 東経18.900度             | 中央ヨーロッパ   |      |
| ムール川とケルカ川の合流点             | クロアチア               | ハンガリー         | スロベニア     | 北緯46度28分 東経16度37分 / 北緯46.467度 東経16.617度             | 中央ヨーロッパ   |      |
| ナイセ川とルボタ川の合流点             | チェコ                   | ドイツ             | ポーランド     | 北緯50度52分13秒 東経14度49分22秒 / 北緯50.87028度 東経14.82278度 | 西ヨーロッパ     |      |
|                                        | チェコ                   | ポーランド         | スロバキア     | 北緯49度31分03秒 東経18度50分56秒 / 北緯49.51750度 東経18.84889度 | 中央ヨーロッパ   |      |
| ペデジェ川                             | エストニア               | ラトビア           | ロシア         | 北緯57度31分30秒 東経27度21分07秒 / 北緯57.52500度 東経27.35194度 | 北・東ヨーロッパ |      |
| 三国ケルン                             | フィンランド             | ノルウェー         | ロシア         | 北緯69度3分10秒 東経28度56分00秒 / 北緯69.05278度 東経28.93333度  | 北・東ヨーロッパ |      |
| コルタ湖の三国ケルン                   | フィンランド             | ノルウェー         | スウェーデン   | 北緯69度03分35秒 東経20度32分49秒 / 北緯69.05972度 東経20.54694度 | 北・東ヨーロッパ |      |
| モーゼル川                             | フランス                 | ドイツ             | ルクセンブルク | 北緯49度28分10秒 東経06度22分02秒 / 北緯49.46944度 東経6.36722度  | 西ヨーロッパ     |      |
| ライン川                               | フランス                 | ドイツ             | スイス         | 北緯47度35分23秒 東経07度35分20秒 / 北緯47.58972度 東経7.58889度  | 西ヨーロッパ     |      |
| モンドラン                             | フランス                 | イタリア           | スイス         | 北緯45度55分21秒 東経07度02分39秒 / 北緯45.92250度 東経7.04417度  | 西ヨーロッパ     |      |
|                                        | ハンガリー               | ルーマニア         | セルビア       | 北緯46度7分 東経20度15分 / 北緯46.117度 東経20.250度              | 中央ヨーロッパ   |      |
| トゥール川                             | ハンガリー               | ルーマニア         | ウクライナ     | 北緯47度57分16秒 東経22度53分50秒 / 北緯47.95444度 東経22.89722度 | 北・東ヨーロッパ |      |
| ティサ川                               | ハンガリー               | スロバキア         | ウクライナ     | 北緯48度24分18秒 東経22度08分24秒 / 北緯48.40500度 東経22.14000度 | 北・東ヨーロッパ |      |
|                                        | コソボ                   | 北マケドニア       | セルビア       | 北緯42度16分 東経21度35分 / 北緯42.267度 東経21.583度             | 中央ヨーロッパ   |      |
|                                        | コソボ                   | モンテネグロ       | セルビア       | 北緯42度50分 東経20度21分 / 北緯42.833度 東経20.350度             | 中央ヨーロッパ   |      |
|                                        | リトアニア               | ポーランド         | ロシア         | 北緯54度21分45秒 東経22度47分26秒 / 北緯54.36250度 東経22.79056度 | 北・東ヨーロッパ |      |
| プルト川                               | モルドバ                 | ルーマニア         | ウクライナ     | 北緯48度15分50秒 東経26度37分31秒 / 北緯48.26389度 東経26.62528度 | 北・東ヨーロッパ |      |
| ドナウ川とプルト川の合流点             | モルドバ                 | ルーマニア         | ウクライナ     | 北緯45度28分00秒 東経28度12分48秒 / 北緯45.46667度 東経28.21333度 | 北・東ヨーロッパ |      |
| ビエシュチャディ山地                   | ポーランド               | スロバキア         | ウクライナ     | 北緯49度05分14秒 東経22度33分47秒 / 北緯49.08722度 東経22.56306度 | 北・東ヨーロッパ |      |